# François-Alexandre Maillet
François-Alexandre Maillet, né le 12 janvier 1854, à Bourges, et mort le 1er novembre 1925, à Saint-Claude, est un évêque catholique français.

## Biographie
François-Alexandre Maillet est né le 12 janvier 1854, à Bourges.
Il est ordonné prêtre le 29 juin 1877.
Il est nommé évêque de Saint-Claude le 22 mars 1898, pour succéder à César-Joseph Marpot, décédé, en fonction, deux mois auparavant.
Il est confirmé dans son épiscopat le 24 mars 1898, et consacré le 29 juin 1898, par Fédéric-Henri Oury, évêque de Dijon.
Il meurt le 1er novembre 1925, à Saint-Claude.

## Armes
D'azur à l'ancre d'argent couronnée du même, chargée d'un Sacré Cœur de gueules, accostée des lettres N D à l'antique d'or.